# Ernst Fischer (Politiker, 1891)
Ernst Fischer (* 15. Dezember 1891 in Innsbruck; † 10. Jänner 1978 in Reichenau an der Rax) war ein österreichischer Politiker (CS, VF) und Heimwehrführer. In der Ständestaat-Diktatur war er Landesleiter der Vaterländischen Front Tirol, von 1934 bis 1938 stellvertretender Vorsitzender des Staatsrates und von 1936 bis 1938 Mitglied des Bundestages. Nach dem „Anschluss“ Österreichs war er im Widerstand aktiv und jahrelang inhaftiert.

## Leben
Ernst Fischer entstammte einer Innsbrucker Kaufmannsfamilie und war der Sohn eines Innsbrucker Devotionaliengroßhändlers. Nachdem er 1912 die Matura am Gymnasium Stella Matutina in Feldkirch erlangt hatte, studierte er Rechtswissenschaft an der Universität Innsbruck. 1913 wurde er Mitglied der Akademischen Verbindung Austria. Im Ersten Weltkrieg diente er als Reserveoffizier, zuletzt als Oberleutnant der Reserve. Nach Kriegsende übernahm er noch 1918 zusammen mit Bruder Franz Fischer den väterlichen Devotionaliengroßhandel in Innsbruck. 1921 wurde er Landesschatzmeister des Selbstschutzverbandes Tirol. 1924 erfolgte seine Promotion zum Dr. iur. Im selben Jahr wurde er zum Wirtschaftsreferenten der Tiroler Landesregierung ernannt. Von 1922 bis 1933 war er Vizepräsident der Handelskammer. 1933 wurde er Obmann des Landesgewerbeverbands Tirol und Mitglied des Präsidiums des Bundes Österreichischer Gewerbetreibender. 1927 gehörte er als Bandphilister zu den Stiftern der KAV Rheno-Danubia Innsbruck.
1930 wurde Fischer Landesführerstellvertreter der Tiroler Heimatwehr und im Oktober 1933 Landesleiter der Vaterländischen Front Tirol. Von 1933 bis 1934 war er als Christlichsozialer Mitglied des Bundesrats. 1934 gehörte er der Tiroler Landesregierung an. Von 1934 bis 1938 war als Zweiter Stellvertreter des Vorsitzenden Mitglied des Staatsrats und von 1936 bis 1938 Mitglied des Bundestags.
Nach dem „Anschluss“ Österreichs war er von 1938 bis 1941 inhaftiert. In der Folge des Stauffenberg-Attentats wurde er erneut verhaftet und wegen seiner Kontakte zur Widerstandsgruppe „Freies Österreich. Gausturm Tirol“ zu zwei Jahren Zuchthaus verurteilt, da man ihm Vorbereitung zum Hochverrat vorwarf. Am 5. März 1945 konnte er aus dem Zuchthaus befreit werden.
Nach dem Ende des Zweiten Weltkriegs wurde er 1945 zum öffentlichen Verwalter der Papierfabrik Bunzel und Biach AG in Wattens bestellt und war nach der Rückgabe an die früheren Eigentümer bis 1957 kaufmännischer Direktor des Unternehmens. Von 1958 bis 1970 war er administrativer Direktor der Hotelgesellschaft Tyrol-Europa.

## Auszeichnungen
- Orden der Eisernen Krone III. Klasse mit Kriegsdekoration
- Silberne Tapferkeitsmedaille II. Klasse
- Silberne Tapferkeitsmedaille I. Klasse (zweimalige Verleihung)
- Karl-Truppenkreuz
- Offizierskreuz des österreichischen Verdienstordens[4]